# 러시아의 문화
러시아의 문화(러시아어: Культура России, IPA: [Kul'tura Rossii])는 국가의 역사, 지리적 위치, 광대한 범위, 종교적, 사회적 전통, 동서양의 영향을 통해 형성되었다. 러시아 작가와 철학자는 유럽 사상 발전에 중요한 역할을 해왔다. 러시아인들은 클래식 음악, 발레, 스포츠, 회화, 영화에도 큰 영향을 미쳤다. 러시아는 또한 과학기술과 우주탐사 분야에서도 선구적인 공헌을 해왔다.

## 역사
러시아의 역사는 동슬라브족의 역사에서 시작된다. 특히 러시아 역사의 전통적인 시작 날짜는 862년 북부에 바랑기아인이 통치하는 러시아 국가가 설립된 때이다. 882년 노브고로드의 올렉 왕자는 키예프를 점령하여 동부 슬라브의 북부와 남부 땅을 하나의 권위 아래 통합하고 10세기 말까지 통치 중심지를 키예프로 옮겼으며 북부와 남부가 서로 상당한 자치권을 갖도록 유지했다. 국가는 988년에 비잔틴 제국으로부터 기독교를 받아들였으며, 이는 다음 천년 동안 러시아 문화를 정의하는 비잔틴과 슬라브 문화의 통합을 시작했다. 키예프 루시는 1237~1240년 몽골의 침략으로 결국 국가로서 붕괴되었다. 13세기 이후 모스크바는 러시아 영토 통일을 위한 정치적, 문화적 중심지가 되었다. 15세기 말에는 모스크바 주변의 많은 소공국들이 모스크바 대공국과 통합되었고, 모스크바 대공국은 이반 대왕 치하에서 자체 주권을 완전히 장악했다.
이반 대제는 1547년 대공국을 러시아 차르국으로 전환시켰다. 그러나 1598년 이반의 아들 표도르 1세가 자식 없이 죽으면서 후계 위기가 발생했고 러시아는 혼란의 시대로 알려진 내전과 혼란의 시기로 빠져들었다. 1613년 미하엘 로마노프가 로마노프 왕조의 첫 번째 차르로 즉위하면서 끝났다. 나머지 17세기 동안 러시아는 시베리아 탐험과 정복을 완료했으며, 세기 말에는 태평양에 이르는 땅을 차지했다. 국내적으로 러시아는 1670~1671년에 반란을 주도한 코사크 지도자 스텐카 라진(Stenka Razin)의 사례처럼 자신들이 통제하는 다양한 민족 집단의 수많은 봉기에 직면했다. 1721년 대북방 전쟁이 일어나자 표트르 대제는 국가 이름을 러시아 제국으로 바꾸었다. 그는 또한 상트페테르부르크를 제국의 새로운 수도로 확립하고 서유럽 문화를 러시아에 소개한 것으로도 유명하다. 1762년 러시아는 표트르 대제의 서구화 정책을 이어온 예카테리나 대제의 지배를 받게 되었고, 러시아 계몽주의 시대를 열었다. 예카테리나의 손자 알렉산더 1세는 프랑스 황제 나폴레옹의 침략을 물리치고 러시아를 강대국 중 하나로 끌어올렸다.
농민 반란은 19세기에 격화되어 1861년 알렉산더 2세가 러시아 농노제를 폐지하면서 정점에 달했다. 그 후 수십 년 동안 1906~1914년의 스톨리핀 개혁, 1906년 헌법, 국가 두마(1906~1917)와 같은 개혁 노력이 시도되었다. 경제와 정치 체제를 개방하고 자유화하려고 했지만 황제들은 독재 통치를 포기하고 권력 공유를 거부했다. 경제 붕괴, 제1차 세계 대전 참전으로 인한 러시아의 잘못된 관리, 독재적인 정부 체제에 대한 불만이 결합하여 1917년 러시아 혁명이 일어났다. 군주제가 무너지면서 처음에는 자유주의자들과 온건 사회주의자들의 연합이 출범했으나 실패했다. 정책은 10월 혁명으로 이어졌다. 1922년 소련은 우크라이나 SSR, 벨로루시 SSR, 트랜스코카서스 SFSR과 함께 소련 건국 조약에 서명하여 공식적으로 4개 공화국을 모두 합병하여 하나의 국가로 소련을 형성했다. 1922년부터 1991년까지 러시아의 역사는 본질적으로 소련의 역사가 되었다. 이 시기 소련은 1941년 나치 독일의 대규모 기습 침공에서 회복한 뒤 제2차 세계대전의 승전국 중 하나였다. 앞서 소련과 불가침 조약을 체결한 바 있다. 제2차 세계대전 말기에 영향권에 들어간 소련의 동유럽 위성 국가 네트워크는 소련이 냉전 기간 동안 동료 초강대국인 미국 및 기타 서방 국가들과 경쟁하는 초강대국이 되도록 도왔다.
1980년대 중반, 소련의 경제 및 정치 구조가 취약해지면서 미하일 고르바초프는 대대적인 개혁에 착수했고, 이는 결국 공산당의 약화와 소련의 해체로 이어졌고, 러시아는 다시 홀로 남겨지게 됐다. 러시아소비에트연방사회주의공화국은 이름을 러시아연방으로 개칭하고 소련의 주요 계승국가가 되었다. 러시아는 핵무기를 보유했지만 초강대국의 지위를 잃었다. 1990년대 소련 시대의 중앙계획과 국가소유권을 폐기하고 블라디미르 푸틴 대통령을 중심으로 한 새로운 지도자들이 2000년 이후 정치·경제적 권력을 장악하고 적극적인 외교정책을 펼쳤다. 경제 성장과 함께 러시아는 이후 세계 강대국으로서 중요한 글로벌 지위를 회복했다. 2014년 러시아의 크림반도 합병으로 미국과 유럽연합(EU)이 경제 제재를 가했다. 러시아의 2022년 우크라이나 침공으로 제재가 대폭 확대됐다. 푸틴 대통령의 지도 하에서 러시아의 부패는 유럽에서 최악으로 평가되고 있으며, 러시아의 인권 상황은 국제 관찰자들로부터 점점 더 많은 비난을 받고 있다.

## 미술
이미 12세기와 13세기에 러시아에는 외국의 영향을 전혀 받지 않은 민족이 있었는데, 한편으로는 그리스인이고 다른 한편으로는 안드레이 게오르기에비치를 불러 블라디미르시에 우스펜스키 대성당을 건설하도록 요청한 롬바르드 마스터 메이슨이다. 러시아와 그리스 세계의 관계는 몽골의 침략으로 인해 방해를 받았고, 이로 인해 발생하는 고립 때문에 비잔틴 양식이나 로마네스크 양식과는 전혀 다른 고유한 성격을 지닌 슬라보-러시아 장식의 독창성을 인정해야 한다.

## 같이 보기
- 슬라브족: 동슬라브족